# Henri Seignobosc
Henri Raymond Jean Seignobosc est un officier, géographe et historien français né à Aix-en-Provence (Bouches-du-Rhône) le 3 octobre 1868 et mort à Sartrouville (Seine-et-Oise) le 12 décembre 1961.

## Biographie
Il est le fils du général Raymond Seignobosc (1832-1899) et de Irma Boissier (1840-?). Marié le 11 décembre 1895 à Julie Guérin, il est le père de Françoise (1896-1961) et Hervé (1899-1988) Seignobosc.
Engagé volontaire au 124e régiment d'infanterie en 1887, il y est promu caporal, puis sergent, avant d'entrer à l'école militaire d'infanterie de Saint-Maixent comme élève-officier. Il en sort 297e sur 335. Il sert ensuite au 120e puis au 142e régiment d'infanterie dont il est porte-drapeau en 1894.
En 1898, il devient instructeur à l'école militaire préparatoire de Saint-Hippolythe-du-Fort (Gard), où il se spécialise dans la topographie. Promu capitaine en 1903, il passe dans la gendarmerie en 1904, comme commandant de l'arrondissement de Saint-Gaudens (Gard), puis de Sceaux (Seine) en 1907.
Quoique atteint, à partir de 1906, d'une surdité prononcée, il fait l'objet de plusieurs témoignage de satisfaction du ministre de la Guerre, "pour le zèle et le dévouement dont il a fait preuve pendant les inondations" de la Seine en 1910, mais également pour son activité en matière de préparation militaire. Il est surtout distingué, à plusieurs reprises, pour ses compétences en topographie. Le 24 mars 1914, il est choisi, en remplacement du lieutenant Félix Fontan, pour renforcer la mission française de réorganisation de la gendarmerie ottomane. Rappelé en métropole le 5 août 1914, en raison de la mobilisation, il commande la section de Vincennes, puis est prévôt du camp retranché de Paris, enfin prévôt du 32e corps d'armée. Il y est cité pour avoir, pendant la course à la mer, « obtenu les meilleurs résultats, tant pour l’organisation des trains, des ravitaillements et des réquisitions que dans la répression de l’espionnage ». Le 28 décembre 1914, il prend le commandement de la compagnie de la Haute-Saône. Il est noté comme étant un « esprit cultivé et érudit, mais compliqué. Son jugement s’est trouvé plusieurs fois en défaut, et il s’est montré maladroit », également « atteint de surdité prononcée qui le gêne, mais ne l’empêche pas de commander son arrondissement ». En juillet 1917, il est rappelé à Paris pour commander une compagnie de la Garde républicaine. Admis à la retraite en octobre 1918, il est démobilisé l'année suivante, et devient bibliothécaire du cercle militaire à Paris, où il poursuit son œuvre de polygraphe.
L'apport scientifique du capitaine Seignobosc, largement méconnu, est multiple, à la fois comme promoteur du télémètre dans les armées, comme observateur précoce du génocide arménien, ou encore comme défenseur de la gendarmerie à la Belle Époque. Son cours de topographie générale, préfacé par le général Georges Louis Humbert, a été récompensé par la Société de topographie de France, par le prix du conseil général de la Seine et le ministre des colonies. Il a été réédité 16 fois jusqu'en 1955. Son manuel de topographie élémentaire, qui a formé plusieurs générations de militaires et de géographes, a été réédité 37 fois.

## Publications
- De l'Enseignement actuel de la topographie élémentaire dans l'armée, R. Chapelot, 1903.
- Une Arme inconnue. La gendarmerie, H. Charles-Lavauzelle, 1912.
- Cours de topographie élémentaire à l'usage des sociétés de préparation militaire, des écoles militaires préparatoires et des gradés des corps de troupes, H. Charles-Lavauzelle, 1914.
- Les Gendarmes, les gardes et la guerre, Le Normand, 1917
- Turcs et Turquie. La vieille Turquie. Les jeunes Turcs. L'armée ottomane. Le rôle de la France en Orient. La Turquie et la guerre. Les Dardanelles. L'Arménie martyre. L'avenir, 1920, Payot.
- Cours de topographie générale à l'usage des officiers et des sous-officiers de toutes armes, des élèves des écoles militaires, des explorateurs, des géomètres, etc, H. Charles-Lavauzellee, 1921.
- L'orientation, H. Charles-Lavauzelle, 1925.
- L'Appréciation rapide des distances. Les télémètres, H. Charles-Lavauzelle, 1940.

## Récompenses et distinctions

### Décorations
- Chevalier de l'ordre des Palmes académiques (15 septembre 1905)
- Officier de l'Instruction publique (20 mai 1911)
- Chevalier de la Légion d'honneur (11 juillet 1914)
- Croix de guerre 1914–1918 avec étoile de bronze (1919)